# Festival Pop de Villa Pamphili
Festival Pop de Villa Pamphili foi um festival musical ocorreu na Villa Doria-Pamphili, de Roma, por duas edições, no início dos anos 1970.

## Edição de 1972
O festival ocorreu no parque romano entre 25 e 27 de maio. Os espectadores foram pelo menos cem mil, de acordo com Fabrizio Zampa, do jornal Il Messaggero. Não faltaram algumas polêmicas sobretudo por parte do Osservatore Romano, que definiu o público "aglomerado de ambíguas caravanas de rapazes e moças" e diversos cidadãos exasperados pelo tráfego e pelo barulho. Os participantes italianos foram Banco del Mutuo Soccorso, The Trip, Osanna, Garybaldi, Quella Vecchia Locanda, Fholks, Il Punto, Blue Morning, Aum Kaivalya, Richard Benson, Raccomandata con Ricevuta di Ritorno, Cammello Buck e a revelação Semiramis. Os hóspedes estrangeiros foram Van Der Graaf Generator, Hawkwind e Hookfoot.

## Edição de 1974
Da segunda edição participaram Il Volo, Perigeo, Alberomotore, Stradaperta, Quella Vecchia Locanda, Murple, Kaleidon, Richard Benson e Bauhaus, o vencedor do prêmio. Os estrangeiros foram Soft Machine e Stomu Yamastha.